# Верх-Аллак
Верх-Алла́к (рос. Верх-Аллак) — село у складі Каменського району Алтайського краю, Росія. Адміністративний центр Верх-Аллацької сільської ради.

## Населення
Населення — 503 особи (2010; 676 у 2002).
Національний склад (станом на 2002 рік):
- росіяни — 94 %